# Puerto Libre
Puerto Libre (span. für „freier Hafen“) ist eine Ortschaft und eine Parroquia rural im Kanton Gonzalo Pizarro der ecuadorianischen Provinz Sucumbíos. Die Parroquia besitzt eine Fläche von 703,4 km². Auf dem Gebiet lebten beim Zensus 2010 918 Menschen.

## Lage
Die Parroquia Puerto Libre liegt im Norden von Ecuador unweit der kolumbianischen Grenze. Sie liegt an der Ostflanke der Cordillera Real. Im Norden wird das Gebiet von den Flüssen Río Cofanes und Río Chinguales begrenzt. Diese vereinigen sich zum Río Aguarico, der im Anschluss das Verwaltungsgebiet in südsüdöstlicher Richtung durchquert.  Die Fernstraße E10 (Julio Andrade–Nueva Loja) verläuft entlang dem Ostufer des Río Aguarico. Der etwa 570 m hoch gelegene Hauptort befindet sich am Río Aguarico an der E10 24 km nordwestlich vom Kantonshauptort Lumbaquí.
Die Parroquia Puerto Libre grenzt im Osten an die Parroquias El Dorado de Cascales (Kanton Cascales) und Lumbaquí, im Süden und im Südwesten an die Parroquia El Reventador sowie im Nordwesten und im Norden an die Parroquias La Sofía und Rosa Florida (beide im Kanton Sucumbíos).

## Orte und Siedlungen
In der Parroquia gibt es 6 Recintos: Recodo, Puerto Libre, Chiparo, Cabeno, La Amarilla und Flor del Valle. Daneben gibt es 8 Comunidades, in denen Angehörige der indigenen Volksgruppen der Cofán Sinangoe und der Kichwa Chontayacu leben.

## Geschichte
Die Parroquia wurde am 30. April 1969 unter dem Namen „San Pedro de los Cofanes“ im Kanton Sucumbíos gegründet. Am 21. Februar 1985 erhielt die Parroquia ihren heutigen Namen. Am 18. August 1986 wurde die Parroquia Teil des neu geschaffenen Kantons Gonzalo Pizarro.

## Ökologie
Das Gebiet westlich des Río Aguarico liegt im Nationalpark Cayambe Coca.